# Imantodes
Imantodes es un género de serpientes de la familia de los colúbridos que se conocen comúnmente como cordelillas. Son nativas de México, América Central, Antillas Menores y Sudamérica.

## Nombres comunes
Serpientes de cabeza chata , Serpientes gato común , Blunt-headed treesnakes , Blunt-headed vine snakes , Blunthead tree snakes , Cat snakes , Culebras hilo , Bejuquillas , Falsas X (Colombia) , Riemennatter , Common Blunt-headed Vine Snakes , Cordoncillos comunes

## Etimología
Himantodes, sinónimo Imantodes.
Este vocablo etimológicamente viene del griego bajo denominación «ιμας» (himas) o «ιμαντος»  (himantos), que quiere decir ‘correhuela’, ‘correa’, ‘guía de enredadera vegetal’; y del sufijo griego -odes, que significa ‘parecido a’ o ‘similar a’; plural, ‘más como’. 
El epíteto "cenchoa" se compone por el vocablo cenchris, L. (gr. kenchris) ‘serpiente’. 
Desde su aspecto global metafóricamente sería: ‘serpiente enredadera’.

## Historia natural
Es una especie nocturna y arborícola. Posee una adaptación para la vida arbórea, que consiste en una hilera de escamas alargadas en la parte media dorsal que le provee rigidez mientras se desplaza entre las ramas.  Es una serpiente ovípara, que al parecer se reproduce a lo largo de todo el año (8, 16). No es agresiva, y tiene la capacidad de moverse rápidamente entre las ramas de los árboles. Como mecanismo de defensa permanece quieta cuando alguien se acerca, al ser manipulada desprende un olor desagradable por la cloaca y retuerce el cuerpo (2, 3, 9, 13). Se ha reportado que su saliva es citotóxica (17).
Esta especie es depredada por la serpiente Erythrolamprus aesculapii (30).

## Especies
En la actualidad se reconocen 7 especies:
- Imantodes cenchoa (Linnaeus, 1758)
- Imantodes chocoensis[4][5] Torres-Carvajal, Yánez-Muñoz, Quirola, Smith & Almendáriz, 2012
- Imantodes gemmistratus (Cope, 1861)
- Imantodes inornatus (Boulenger, 1896)
- Imantodes lentiferus (Cope, 1894)
- Imantodes phantasma Myers, 1982
- Imantodes tenuissimus (Cope, 1867)